# Piz Nair (Alpes glaronaises)
Pour les articles homonymes, voir Piz Nair.
Ne doit pas être confondu avec Piz Neir.
Le piz Nair est un sommet du massif des Alpes glaronaises à 3 059 m d'altitude, à la frontière entre les cantons d'Uri et des Grisons, en Suisse.

## Première ascension
En 1865, Ambros Zgraggen et F. Zahn gravissent le sommet par la face nord-ouest. Seulement cinq minutes plus tard ils sont rejoints par Joseph Maria Tresch-Exer accompagné de son frère Johann Joseph et de deux Anglais ; ils sont arrivés par la face nord.